# Citroën (Jacques Prévert)
Pour les articles homonymes, voir Citroën (homonymie).
Citroën, parfois intitulé Vive la grève, est un chœur parlé, écrit par Jacques Prévert et le Groupe Octobre en 1933. 

## Citroën
Dans Citroën, Prévert fustige André Citroën et soutient la grève qui fait rage à la suite des diminutions de salaire (de 18 à 20 %) préconisées, tandis que Citroën engrange sur les deux exercices précédents 186 millions de bénéfice. Le Groupe Octobre dira à de nombreuses reprises le texte de Prévert à la foule médusée des grévistes (entre le 18 mars 1933 et la fin de la grève qui ne surviendra qu'en mai 1933).
Aux Olympiades internationales du théâtre ouvrier, de Moscou, en juin 1933, Octobre remporte le 1er prix en présentant trois pièces dont Citroën.